# 幡多中央消防組合
幡多中央消防組合（はたちゅうおうしょうぼうくみあい）は、高知県四万十市および幡多郡黒潮町によって組織される一部事務組合（消防組合）である。

## 概要
- 消防本部：高知県四万十市右山750番地1
- 管内面積：820.89km2
- 職員定数：76名
- 消防署2カ所、分署1カ所
- 主力機械（2017年4月1日現在）
  - 普通消防ポンプ自動車：2
  - 水槽付消防ポンプ自動車：3
  - はしご付消防自動車：1
  - 救助工作車：1
  - 工作車：1
  - 林野火災工作車：1
  - 指令車：3
  - 高規格救急自動車：5
  - 運搬車：3
  - 査察車：2
  - 救助ボート：3

## 沿革
- 1979年4月1日 - 中村市・幡多郡大方町・佐賀町および西土佐村の1市2町1村により幡多中央消防組合が発足する。
- 2005年4月10日 - 中村市と西土佐村が合併し四万十市が誕生したことに伴い、組合の構成自治体が1市2町となる。
- 同時期 - 中村消防署を四万十消防署に改称
- 2006年3月20日 - 大方町と佐賀町が合併し黒潮町が誕生したことに伴い、組合の構成自治体が1市1町となる。
- 同時期 - 幡東消防署を黒潮消防署に改称
- 2014年3月 - 南海トラフ地震対応も踏まえ、黒潮消防署を黒潮町白濱237の海岸線沿いの庁舎から、津波浸水想定区域外となる現在地の内陸部高台へ移転新築

## 組織
- 消防本部－総務課、予防課、警防課
- 消防署

## 消防署
| 消防署       | 住所                      | 分署                                  |
| ------------ | ------------------------- | ------------------------------------- |
| 四万十消防署 | 四万十市右山750番地1      | 西土佐：四万十市西土佐江川崎2405番地1 |
| 黒潮消防署   | 幡多郡黒潮町伊田2629番地1 | なし                                  |